# Comuna Bumbești-Pițic, Gorj
Bumbești-Pițic este o comună în județul Gorj, Oltenia, România, formată din satele Bumbești-Pițic (reședința), Cârligei și Poienari.

## Așezare
Comuna se află în partea central-estică a județului, și este tranversată de DN67. Comuna se învecinează în nord, cu comuna Baia de Fier, în sud cu comuna Urdari, în est cu comuna Albeni și în vest cu comuna Turcinești.

## Demografie
Componența etnică a comunei Bumbești-Pițic
     Români (94,72%)
     Alte etnii (0,2%)
     Necunoscută (5,08%)
Componența confesională a comunei Bumbești-Pițic
     Ortodocși (94,33%)
     Alte religii (0,44%)
     Necunoscută (5,23%)
Conform recensământului efectuat în 2021, populația comunei Bumbești-Pițic se ridică la 2.028 de locuitori, în scădere față de recensământul anterior din 2011, când fuseseră înregistrați 2.105 locuitori. Majoritatea locuitorilor sunt români (94,72%), iar pentru 5,08% nu se cunoaște apartenența etnică. Din punct de vedere confesional, majoritatea locuitorilor sunt ortodocși (94,33%), iar pentru 5,23% nu se cunoaște apartenența confesională.

## Istorie
La sfârșitul secolului al XIX-lea, comuna făcea parte din plaiul Novaci a județului Gorj și era alcătuită din satele Bumbești-Pițic, Ciovei, Lupești și Sitești având o populație de 750 de locuitori. În comună funcționa patru biserici și opt mori cu apă. La acea vreme, pe teritoriul actual al comunei, în aceiași plasă exista comuna Poienari, iar în plasa Novaci-Amaradia, exista comuna Cârligei. Comuna Cârligei, era alcătuită din satele Cârligei, Bălcești, și Perești, cu o populație de 1370 de locuitori. În comună exista patru biserici și o școală mixtă frecventată de 60 de elevi (dintre care 15 fete). Comuna Poienari era alcătuită din satele Poienari, Ciuperceni, Ponoarele și Râul având o populație de 578 de locuitori. În comună o școală mixtă cu 30 de elevi și trei biserici.
În 1925, comuna Cârligei se desființează, iar toate satele comunei, formează comuna Bălcești, cu reședința în satul cu aceiași denumire. Conform Anuarului Socec, comunele Bălcești, Bumbești-Pițic și Poienari, fac parte din aceiași plasă. Comuna Bălcești avea o populație de 1800 de locuitori (în satele Bălcești, Cârligei, Cânepești și Perești). Comuna Bumbești-Pițic avea o populație de 700 de locuitori, în satele Bumbești-Pițic, Ciorei și Lupești), iar comuna Poienari avea o populație de 735 de locuitori (în satele Poienari și Ponoarele, și în cătunele Măgura și Minciunești).
În anul 1950, comuna a fost arondată raionului Novaci a regiunii Gorj, raion care doi ani mai târziu a fost arondat regiunii Craiova, și apoi (după 1960), regiunii Oltenia. Între timp, comunele Bălcești și Poienari sunt desființate. Comuna Bălcești a fost împărțită între comunele Bengești-Ciocadia și Bumbești-Pițic, astfel satele Bălcești și Perești au fost transferate comunei Ciocadia (în prezent, sat din comuna Bengești-Ciocadia), iar restul satelor au fost transferate comunei Bumbești-Pițic, în timp ce toate satele comunei Poienari au fost transferate aceleiași comune. În aceiași perioadă a fost desființat și satul Minciunești.
În anul 1968, comuna a fost transferată județului Gorj, căpătând forma actuală. Tot atunci, satul Cânepești a fost contopit cu satul Cârligei, satele Măgura și Ponoarele au fost contopite cu satul Poienari iar satele Lupești și Ciovei au fost contopite cu satul Bumbești-Pițic.

## Monumente istorice

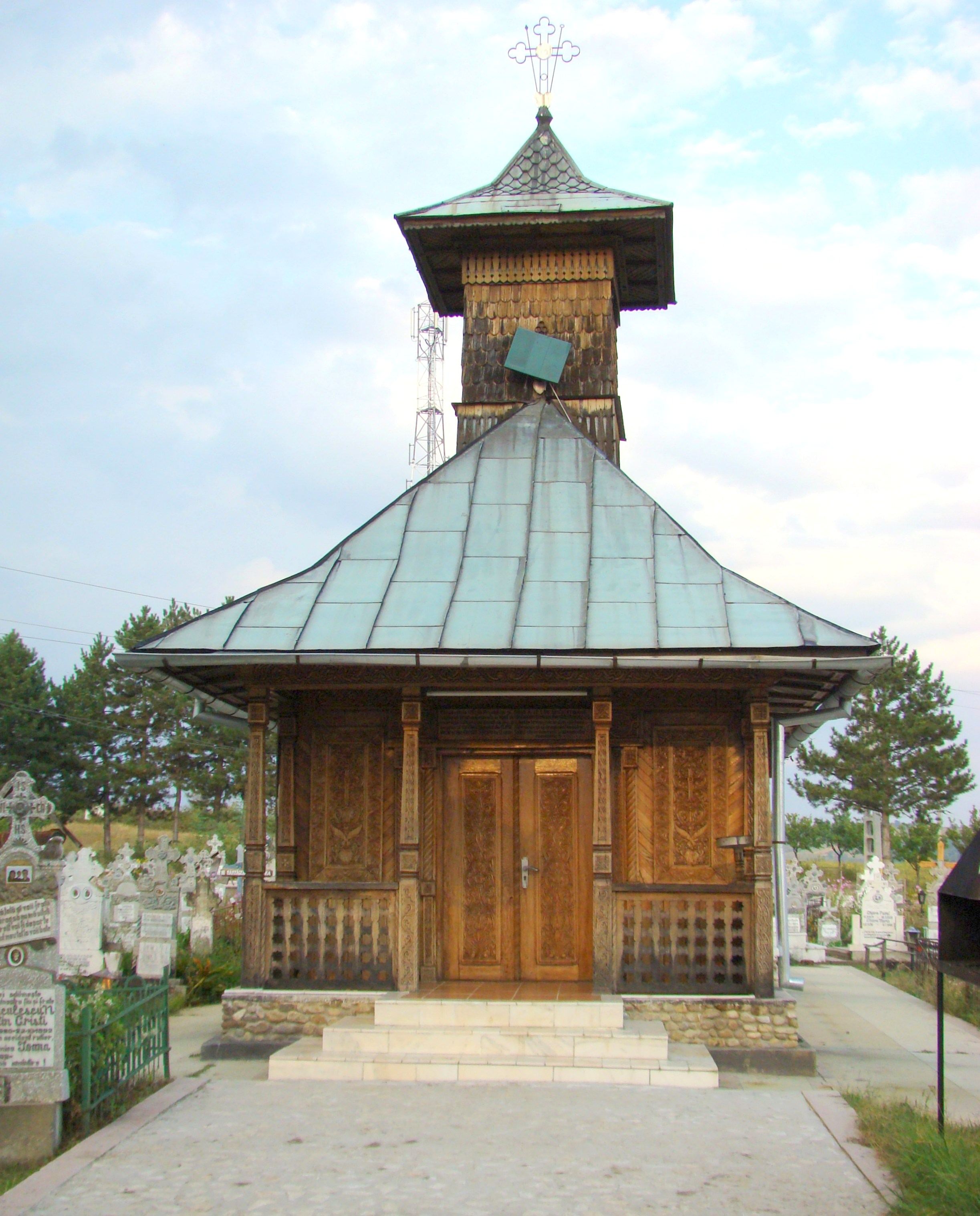
Biserica de lemn din Bumbești-Pițic, cu hramul "Cuvioasa Paraschiva", una dintre monumentele istorice din comuna Bumbești-Pițic

Patru monumente istorice din comuna Bumbești-Pițic se regăsesc în lista monumentelor istorice din județul Gorj. Prima este Biserica de lemn din Bumbești-Pițic, ce are hramul "Cuvioasa Paraschiva". Celelalte două sunt un han și casa Pozneriei Panteliei. Ultimul monument istoric este "Biserica Cuvioasa Paraschiva din Cârligei Deal", care este localizat în satul Cârligei.

## Politică și administrație
Comuna Bumbești-Pițic este administrată de un primar și un consiliu local compus din 11 consilieri. Primarul, Irina Cojocaru[*], de la Partidul Social Democrat, este în funcție din 2021. Începând cu alegerile locale din 2024, consiliul local are următoarea componență pe partide politice:
|  | Partid                          | Consilieri | Componența Consiliului | Componența Consiliului | Componența Consiliului | Componența Consiliului | Componența Consiliului | Componența Consiliului |
|  | ------------------------------- | ---------- | ---------------------- | ---------------------- | ---------------------- | ---------------------- | ---------------------- | ---------------------- |
|  | Partidul Social Democrat        | 6          |                        |                        |                        |                        |                        |                        |
|  | Partidul Național Liberal       | 3          |                        |                        |                        |                        |                        |                        |
|  | Alianța pentru Unirea Românilor | 1          |                        |                        |                        |                        |                        |                        |
|  | Uniunea Salvați România         | 1          |                        |                        |                        |                        |                        |                        |

## Personalități născute aici
- Matilda Lăcătușu (n. 1925), entomolog;
- Mihail Golu (n. 1934), om politic, fost ministru al învățământului;
- Andreea Pîșcu (n. 1996), atletă.

## Vezi și
- Biserica de lemn din Bumbești-Pițic
- Biserica de lemn din Poienari-Măgura
- Biserica Cuvioasa Paraschiva din Cârligei Deal
- Prigoria - Bengești (sit de importanță comunitară)
- Râul Gilort (sit de importanță comunitară)